# آمبر ميدثاندر
آمبر ميدثاندر هي ممثلة أمريكية ولدت في 26 أبريل 1997.

## روابط خارجية
آمبر ميدثاندر على موقع IMDb (الإنجليزية)
- آمبر ميدثاندر على موقع ميتاكريتيك (الإنجليزية)
- آمبر ميدثاندر على موقع روتن توميتوز (الإنجليزية)
- آمبر ميدثاندر على موقع ألو سيني (الفرنسية)
- آمبر ميدثاندر على موقع أول موفي (الإنجليزية)
- آمبر ميدثاندر على موقع قاعدة بيانات الأفلام السويدية (السويدية)
- آمبر ميدثاندر على موقع قاعدة بيانات الفيلم (الإنجليزية)